# Лях Вадим Михайлович
Лях Вадим Михайлович (нар. 16 березня 1973, Одеса, Одеська область, Україна) — міський голова Слов'янська, керівник Слов'янської міської військової адміністрації. Член Опозиційного Блоку.

## Біографія
Народився 16 березня 1973 року у селі Красносілка на Одещині, у родині військового. В сім'ї був старшим з трьох дітей. Разом із батьками переїхав у Слов'янськ. Закінчив Донбаський державний педагогічний університет (фізико-математичний факультет). У жовтні 2020 року був обраний головою Слов'янської територіальної громади.
4 серпня 2021 року призначений Керівником Слов'янської військово-цивільної адміністрації.

## Трудова діяльність
- після закінчення ДДПУ — директор ВАТ «Пілот».
- З 2001 — директор ПАТ «МСП».
- З 2007 — приватний підприємець, заступник директора ПАТ «Джерело радощів».
- Депутат Слов'янської міської ради.
- Міський голова Слов'янська (2015-26 травня 2021 року).
- Керівник Слов'янської міської військово-цивільної адміністрації (4 серпня 2021 — 30 березня 2022 року)[6].
- Керівник Слов'янської військової адміністрації (від 30 березня 2022 року)[7].